# Fédération des professionnels des tests intrusifs
La Fédération des professionnels des tests intrusifs ou FPTI est une association à but non lucratif (loi de 1901) créée en 1999 qui regroupe les professionnels pratiquant dans un cadre légal des tests intrusion sur des systèmes informatiques.

## Historique
Déclarée le 29 novembre 1999 à la préfecture des Hauts-de-Seine et publiée au Journal officiel n°20000002 du 8 janvier 2000, la FPTI a été créée par trois sociétés françaises CF6, Apogee Communications et EdelWeb,, représentées respectivement par Patrick Coilland, Olivier Caleff, et Paul-André Pays. Considérant qu'il existait des dérives et un manque de sensibilisation des entreprises quant à la pratique des tests d'intrusion, elles ont souhaité encadrer et promouvoir la profession en se dotant d'une instance représentative.
Elles sont à l'origine de la Charte déontologique de l'Intrusion, un des objectifs de la création de l'organisme, rédigée en 2000 qui est aujourd'hui considéré comme un engagement indispensable par la profession, en France,,.
En 2010, après quelques années d'inactivité, six sociétés (Devoteam, HSC, iTrust, NBS System, ON-X et Telindus) ont repris la gestion de l'association.